# Kopmaken
Kopmaken is het van rijrichting veranderen van een trein.
Bij getrokken materieel betekent het dat de locomotief naar de andere kant van de trein moet worden omgereden. Om dit te vermijden rijdt men tegenwoordig - vooral in binnenlands verkeer - liever met treinstellen. Ook trek-duwtreinen, met aan een uiteinde een locomotief en aan de andere kant een stuurstandrijtuig vormen een effectieve oplossing. In noodgevallen wordt er weleens gereden met een locomotief aan weerszijden van de trein (een zogenaamde trek-trektrein). Dit gebeurde enige tijd geleden op de lijn Enschede-Zwolle, wegens gebrek aan dieseltreinstellen. Tijdens de dienstregeling van 2007 gebeurde dit meerdere malen per dag met de trein tussen Amsterdam Centraal en Deventer. Kopmaken geschiedt meestal in een station. Als een trein in het eindstation is aangekomen, en weer aan een nieuwe rit gaat beginnen spreken we niet van kopmaken maar van keren.

## Kopmaken tijdens halteren in stations
De doorgaande treinen tussen Utrecht en Nijmegen maken kop in Arnhem. De treinen tussen Groningen/Leeuwarden/Enschede en Rotterdam Centraal/Den Haag Centraal maken kop in Utrecht Centraal. De sneltrein tussen Hoorn en Den Haag Centraal maakte tot voor kort kop in Haarlem. Dit gold ook bij de stoptrein tussen Zandvoort en Den Haag Centraal enige jaren geleden.
De boottrein die tot 2006 tussen Amsterdam Centraal en Hoek van Holland Haven reed, in aansluiting op de veerdienst naar Harwich, maakte kop in Schiedam-Rotterdam West.
In België maakte de internationale Intercity tussen Amsterdam en Brussel kop in Antwerpen-Centraal. Sinds de voltooiing van de Antwerpse Noord-Zuidverbinding is dit in Antwerpen niet meer nodig omdat de trein het station via een tunnel passeert; echter maakt hij nu kop in Breda sinds de indienststelling van de hogesnelheidslijn Schiphol - Antwerpen.

## Kopmaken buiten een station
Het gebeurt in Nederland en België doorgaans niet dat een trein buiten een station kopmaakt terwijl er passagiers in zitten. Een uitzondering hierop vormde tot juni 2006 de ritten na middernacht tussen Den Haag en de Zoetermeerlijn: omdat op een deel van het traject werkzaamheden werden uitgevoerd, reden de treinen om via de Nootdorpboog, om vervolgens kop te maken om de rit in de gewone richting te kunnen vervolgen.
Tot de dienstregeling voor 2009 inging, vormde ook de museumpendel tussen Utrecht Centraal en het Spoorwegmuseum een uitzondering. Deze keerde op een zijspoor vlak voor station Utrecht Lunetten, om de Maliebaanspoorweg op te kunnen rijden. Dit zijspoor is begin 2009 verwijderd. Daarna maakte de museumpendel kop in station Driebergen-Zeist. Sinds augustus 2010 rijdt de trein langs de andere kant en wordt kopgemaakt op het hoofdspoor bij spoorwegknooppunt Blauwkapel Oost, dus op de vrije spoorbaan buiten een station.
De treinen van Heerlen naar Düren en Stolberg-Altstadt worden in Stolberg Hbf gesplitst. Dit gebeurt buiten het station op het goederenterrein. Het treindeel naar Stolberg-Altstadt moet hier keren (kopmaken).
Het is normaal bij de treinen van Nîmes naar Alès v.v. (Frankrijk), waar de trein even buiten Nîmes moet kopmaken. (zie TER Languedoc-Roussillon)
Ook bij het Ierse station Killarney maakt de trein kop op de vrije baan, omdat dit station aan een kort kopspoortje ligt vanaf de hoofdlijn.

## Kopmaken om hoogteverschillen te overbruggen
Bij berglijnen die grote hoogteverschillen moeten overbruggen over beperkte afstanden, wordt soms een bijzondere techniek toegepast met veel keersporen. Bij een spoorlijn mag maar een zeer beperkte hellingsgraad toegepast worden. Om de hoogte dan toch te overwinnen, wordt de afstand kunstmatig verlengd door veel slingers, tunnels en dergelijke te bouwen. Bij het einde van elke slinger moet van richting gekeerd worden (helling aan de andere kant). Bij ruimtegebrek gebeurt dit vaak door keertunnels in de berg te bouwen (een voorbeeld is het traject tussen Preda en Bergün, in Zwitserland). Een veel goedkopere methode is om de lijn bij een slingeruiteinde te laten eindigen in een kopspoor. De trein moet dan kopmaken en het wissel nemen om zijn weg te vervolgen. Bekende voorbeelden hiervan zijn de Engelse spoorlijn Liskeard - Looe in Coombe Junction, de Darjeelingspoorweg (India), en de spoorlijn van Cusco naar de Machu Picchu in Peru.

## Metro
Metrolijn 1A in Brussel maakte tot 4 april 2009 kop in station Beekkant om zijn weg op het linkerspoor naar Heizel (of later Koning Boudewijn) te vervolgen. Daarom rijden Brusselse metrolijnen 2 en 5 nu nog op het linkerspoor (in tegenstelling met wat elders gebeurt) tussen Koning Boudewijn en Zuidstation via Beekkant.